# مدينة الثقافة الأردنية
مدينة الثقافة الأردنية هو مشروع تنظمه وزارة الثقافة في الأردن بحيث يتم اختيار مدينة كل عام منذ عام 2007 ليتم تركز النشاطات الثقافية فيها.

## الأسس
انطلق مشروع المدن الثقافية الأردنية في عام 2006 بصياغة مجموعة من التعليمات سميت ب(تعليمات مدن الثقافة الأردنية) التي تكفل حسن تنفيذ هذه المشاريع، وتحديد الأسس والمعايير لاختيار المدينة، والأهداف والآليات، المخرجات، وكافة ما يتعلق بهذه المشاريع.

## الأهداف
تهدف وزارة الثقافة من مشروع مدينة الثقافة الأردنية:
- تحقيق عدالة توزيع مكتسبات التنمية الثقافية
- تعزيز تنمية الحراك الثقافي في مدينة الثقافة
- المساهمة في بناء البنية التحتية للثقافة في الأقاليم والمحافظات
- تشجيع الإبداع والمبدعين والترويج للمنتج الثقافي لأبناء المحافظات

## المدن الثقافية
- 2007 إربد
- 2008 السلط
- 2009 الكرك
- 2010 الزرقاء
- 2011 معان
- 2012 مادبا
- 2013 عجلون
- 2014 الطفيلة
- 2015 جرش
- 2016 العقبة
- 2017 المفرق
- 2018 لواء الرمثا ولواء عين الباشا ولواء الأغوار الجنوبية
- 2019 لواء كفرنجة ولواء ذيبان ولواء بصيرا
- 2020 - 2021 لواء البادية الشمالية ولواء الهاشمية ولواء القويرة (تم تمديد المشروع لغاية 2021 بسبب الوضع الوبائي الذي ساد في 2020)
- 2022 لواء البتراء ولواء ماحص والفحيص ولواء الرصيفة[3]

## وصلات خارجية
- أرشيف مدن الثقافة الأردنية